# Chiesa della Santissima Trinità (Argegno)
La chiesa della Santissima Trinità è la parrocchiale di Argegno, in provincia e diocesi di Como; fa parte del vicariato di Castiglione d'Intelvi.

## Storia e descrizione
Fu costruita nel primo trentennio del XX secolo in stile eclettico neoromanico-neogotico su progetto di Cesare Nava. L'edificio, ad una sola navata, fu realizzato in sostituzione della vecchia chiesa parrocchiale cinquecentesca, allora situata in centro al paese ma a rischio di crollo. La facciata a capanna, elemento tipico dell'arte romanica, presenta un rosone a vetri con figure di santi, chiaro riferimento all'arte gotica. Di chiara ispirazione romanica sono inoltre le decorazioni esterne ad archetti pensili e il protiro. La facciata presenta inoltre alcuni mosaici, raffiguranti: i Quattro evangelisti, Sant'Abbondio e Sant'Anna, nonché, in una lunetta, Gesù adolescente e tre pecore.